# ثلاثة بنسات من النحاس
عملة الثلاثة بنسات النحاسية، أو "قطعة الثلاثة بنسات"، عُملة بريطانية ذات اثني عشر وجهًا تعادل 1⁄80من الجنيه. سُكت بين عامي 1937 و 1967، مع إصدار أخير لهواة الجمع يعود تأريخه إلى عام 1970، كانت أول عُملة بريطانية غير مستديرة.
بحلول منتصف ثلاثينيات القرن العشرين، أصبح الوزن الثقيل للبنس البرونزي وكسوره يُمثل مشكلة بالنسبة للشركات مثل شركات النقل، التي تتعامل معها بكميات كبيرة. لم تكن عُملة الثلاثة بنسات الفضية شائعة في إنجلترا بسبب صغر حجمها. قررت دار سك العُملة الملكية إصدار عُملة معدنية ذات اثني عشر وجهًا مصنوعة من النيكل، والنحاس، يُمكن تمييزها بسهولة عن العُملات المعدنية الأخرى بسبب حجمها، شكلها، ولونها. غُير التصميم العكسي الأولي، الذي صممته فرانسيس مادج كيتشنر، لِمصنع الادخار، بتوجيه من دار السك الملكية على يد بيرسي ميتكالف دون علم كيتشنر، و سوي التهديد باتخاذ إجراء قانوني من قِبلها ببيان مشترك للصحافة.
العُملة المعدنية الجديدة بطيئة في التداول عند طرحها للجمهور في عام 1937، و في نهاية المطاف نالت إعجاب الجمهور، لِدرجة إنه توقف عن إصدار العُملة الفضية من فئة الثلاثة بنسات في عام 1945. وُضع تصميم جديد، مع بوابة متوجة، للعُملة المعدنية الأولية للملكة إليزابيث الثانية في عام 1953. ظلت العُملة المعدنية متداولة حتى تحويل الجنيه الإسترليني إلى العُملة العشرية في عام 1971، اختفت بعد ذلك بسرعة من التداول وفَقدت مكانتها كعُملة قانونية بعد 31 أغسطس 1971.

## بداية
على الرغم من وجود ثلاثة بنسات فضية متداولة في ثلاثينيات القرن العشرين، إلا أنها لم تكن تحظى بشعبية في إنجلترا، وخاصة في لندن، كان البنس وكسوره مصنوعة من البرونز، وكانت ثقيلة الحجم- حيث تعاملت هيئة النقل في لندن، كجزء من إيصالات المرور الخاصة بها، مع 600 طن من العُملات البرونزية سنويًا. الحل الواضح، لتقليل حجم ووزن العملات البرونزية، غير عملي بسبب العدد الكبير من الآلات الأوتوماتيكية التي تُنشطت بالبنسات، كان من الضروري إعادة سك ما يصل إلى 3,000,000,000 قطعة. استبدلت دار سك العملة الملكية العُملات النحاسية الأقدم والأثقل وزنًا بداية من عام 1860، هذهِ المهمة كانت أكبر بكثير، حيث كانت قيمة العُملات الناتجة أقل بكثير من حيث القوة الشرائية مما كانت عليه قبل ثلاثة أرباع القرن الماضي.
ربما كانت العُملة الفضية من فئة الثلاثة بنسات، لو كانت أكثر شعبية، قد خَففت بعض العبء الذي تحملته العُملات البرونزية، ولكن هذا لم يُغير سوى ثلاثة بنسات كانت ثقيلة في الجيب أو المحفظة مقابل عُملة صغيرة كانت غالبًا ما تهرب منها. كانت العُملة الفضية من فئة الثلاثة بنسات رقيقة وسهلة الانحناء، مما أضاف إلى كراهية الجمهور. ظلت هذه اللعبة شائعة في اسكتلندا وويلز، ولم تلق نظيرتها الاستعمارية أي عداء في المستعمرات، مثل أستراليا و جنوب أفريقيا. مع ذلك، استنتجت دار السك الملكية أنها لا تستطيع جعل العملة الفضية من فئة الثلاثة بنسات شائعة الاستخدام في إنجلترا، وبحثت في مكان آخر عن حل.
في فبراير/شباط 1936، اقترحت هيئة النقل في لندن إصدار عُملة فئة ثلاثة بنسات أكثر ملاءمة؛ كان هذا متوافقًا مع تفكير دار السك الملكية بشأن هذا الموضوع. بعد الدراسة، قررت دار السك الملكية إصدار عُملة معدنية من فئة ثلاثة بنسات أكبر، بحجم ما بين الثلاثة بنسات الفضية الصغيرة ووزن ثلاثة بنسات. كان القيد الآخر على العُملة الجديدة هو أنه لا يمكن الخلط بينها وبين العُملات المعدنية الموجودة بسهولة، سواء من قِبل البشر أو من خِلال الآلات الأوتوماتيكية. لذلك ينبغي أن يكون من السهل تمييزه حتى من قِبل شخص مخمور في الظلام. بعد النظر في عُملة معدنية بيضاء بحجم متوسط بين البنس ونصف البنس، قررت دار السك الملكية إصدار قطعة ذات اثني عشر وجهًا من المعدن الأصفر بحجم متوسط بين الستة بنسات و الشلن. رَفضت دار سك العُملة الملكية فكرة هيئة النقل في لندن بوجود ثقب في منتصف العُملة الجديدة، لأن مِثل هذه القطعة لا يُمكنها أن تحمل صورة الملك، لكنها نظرت بعين الرضا إلى منحها شكلًا مميزًا. كانت جميع العُملات البريطانية حتى هذه النقطة مستديرة.
كان سبيكة النحاس المستخدمة في العُملة الجديدة من فئة الثلاثة بنسات تتكون من 79 % من النحاس، 20 % من الزنك، و 1% من النيكل. كان هناك بالفعل سبيكة مماثلة، حيث استُبدل القصدير بالنيكل، قيد الاستخدام في سك العُملات الاستعمارية، وأضيف النيكل لزيادة صلابته، وسرعان ما عُدلت السبائك المستخدمة في سك العُملات الاستعمارية. سمح استخدام 12 جانبًا باستخدام فراغات مستديرة، وضغطها على الشكل بواسطة آلات سك العُملة أثناء سك العُملة. كانت دار سك العُملة قد فكرت في عُملة معدنية ذات حافة مسننة، ورفضتها اللجنة الاستشارية الدائمة المعنية بالعُملات المعدنية، الميداليات، والأوسمة باعتبارها "متذبذبة"، واُعتمد الشكل ذي الاثني عشر وجهًا بعد التشاور مع دور سك العُملة الأجنبية التي أنتجت عملات معدنية غير مستديرة، وبعد تأكيدات من هيئة النقل في لندن على أنه يمكن استخدام العملة المعدنية ذات الاثني عشر وجهًا في الآلات الأوتوماتيكية.
إن حقيقة أن العُملة المعدنية الجديدة ذات اثني عشر وجهًا سمحت بتمييزها عن طريق اللمس. بعد أن سُكت قطع تجريبية أولية لتوزيعها واختبارها من قِبل أصحاب المصلحة، تلقت دار سك العُملة رسالة مفادها أن العُملة المقترحة يمكنها تنشيط بعض الآلات بدلاً من الستة بنسات أو الشلن. وكرد فعل، جعل العُملة المعدنية أكثر سمكًا، سميكة جدًا بحيث لا تتمكن من المرور عبر فتحة العُملة المعدنية في هذه الآلات. حتى مع الزيادة، كان وزن قطعة واحدة من فئة الثلاثة بنسات الجديدة أقل من ربع وزن قطعة الثلاثة بنسات بالبنسات.

## التصاميم
الوجه الأول للعُملة، الذي يصور الملك إدوارد الثامن، من صنع توماس همفري باجيت، النحات الذي أبهر الملك (أمير ويلز آنذاك) قبل عام بصورة إدوارد على ميدالية لشركة Master Mariners، التي كان إدوارد رئيسًا لها. بحلول وقت تنازل الملك إدوارد عن العرش في ديسمبر/كانون الأول 1936، كانت العديد من التصميمات العكسية للعُملات الجديدة متقدمة بشكل جيد، و تمكن باجيت من إكمال تمثال جديد للملك الجديد، جورج السادس. كان إدوارد قد طالب بأن يواجه اليسار على عثملاته، كما فعل والده وخليفته، جورج الخامس، في انتهاك للعرف المعتاد الذي يقضي بأن يواجه الملوك البريطانيون المتعاقبون اتجاهين متعاكسين على عُملاتهم. كما يواجه جورج السادس اليسار، مما يحافظ على العادة، و يجعل الأمر يبدو وكأن إدوارد كان سيواجه اليمين، لو صدرت عُملاته المعدنية للتداول.
اختير تصميم فرانسيس مادج كيتشنر، ابنة شقيق الجنرال في الحرب العالمية الأولى، لوضعه على ظهر العُملة النحاسية فئة الثلاثة بنسات. كانت واحدة من أوائل الفنانات اللاتي لفتت انتباه دار سك العُملة الملكية، مِن خلال المنافسة على تصميم ميدالية لمعرض الإمبراطورية البريطانية عام 1924. كان تصميمها في الأصل مخصصًا للعُملة الفضية فئة الثلاثة بنسات. قُدم تصميم كيتشنر في يونيو 1936- حيث اُعيد تصميم العُملات المعدنية لإصدارات تحمل رأس الملك إدوارد- وحملت علامة تجارية. طُلب منها إعادة تصميم التصميم لجعل النباتات تبدو أقل حساسية، وتشك دار سك العُملة الملكية في أن التصميم المخصص في الأصل لعُملة فضية صغيرة قد يعمل بشكل جيد مع عُملة نحاسية سميكة.
عُدل تصميم كيتشنر بواسطة بيرسي ميتكالف، مُصمم العُملة الأيرلندية لعام 1928، مع تقديم أبسط وأكثر شعارًا، مع أوراق النبات المصممة بشكل أكثر وضوحًا مع شيء من مظهر آرت ديكو. وفقًا لمتحف دار سك العُملة الملكية، فقد "سرق نائب رئيس دار سك العُملة الملكية آنذاك (روبرت أ. جونسون) لحظة انتصار كيتشنر منها، حيث أصدر تعليماته، من وراء ظهرها، لفنان آخر بإعادة صياغة التصميم. و من الواضح أن كيتشنر تأثرت بشدة بالحادث، و اختفت من المشهد الفني، لكنها تستحق المزيد من التقدير مما حصلت عليه سابقًا".
وطُلب من اللجنة الدائمة الاختيار بين النسختين، وصوتت بأغلبية 7 مقابل 4 لصالح نسخة ميتكالف. مع ذلك، على الرغم من أن كيتشنر تلقت شيكًا بقيمة 50 جنيهًا إسترلينيًا عن طريق البريد، إلا أنها لم تُخطر بتغيير تصميمها، و عندما رأت ميتكالف يُنسب إليه الفضل في تصميم العُملة المعدنية الجديدة ذات الثلاثة بنسات في الصحافة، هددت دار السك الملكية باتخاذ إجراء قانوني. حُلت هذه المشكلة، بعد إصدار العُملة، من خلال بيان في الصحف؛ حيث أرجع جونسون و كيتشنر تغيير التصميم إلى اعتبارات فنية مرتبطة بالحاجة إلى جعل العُملة أكثر سمكًا، وهو أمر لم يُفكر فيه في البداية.
مع انضمام إليزابيث الثانية في عام 1952، اُعيد تصميم العُملات المعدنية، بدءاً من عام 1953، حمل النحاس الثلاثي صورة للملكة بواسطة ماري جيليك مع تصميم عكسي يصور تيودور بورتكوليس. وصف الإعلان المؤرخ 25 نوفمبر/تشرين الثاني 1952 الذي جعل عُملاتها المعدنية الجديدة مناقصة قانونية العكس بأنه "بورتكوليس بسلاسل، مرسومة بتاج ملكي، كونها شارة ملك سلفنا الملكي هنري السابع". كما اُعتمد شارة بورتكوليس من قِبل مجلسي البرلمان. تغيير كامل من تصميم الأزهار المنحني لجورج السادس ثريبنس، كان التصميم العكسي الجديد زاويا، تمشيا مع الحافة الزاوية للعُملة.

## إنتاج

### إدوارد الثامن
تُعد هذه العُملة واحدة من الندرات العظيمة في علم العُملات البريطانية، إذ يوجد منها نحو 18 عُملة من فئة الثلاثة بنسات للملك إدوارد الثامن. وقد وزعت من قِبل دار سك العُملة الملكية لاستخدامها في اختبار العُملة الجديدة من قِبل صانعي الآلات التي تعمل بالعُملات المعدنية، ولم تُرجع. كانت دار سك العُملة الملكية تنتظر الموافقة النهائية على العملات الجديدة لبدء الإنتاج الكامل، عندما تنازل الملك إدوارد عن العرش.
في أواخر حياة إدوارد باعتباره دوق وندسور، لم ينجح في الحصول على إحدى مجموعات العُملات المعدنية المتبقية المصممة له. ذكر مؤلف علم العُملات ريتشارد لوبيل أن إدوارد كان يمتلك بالفعل إحدى العُملات المعدنية من فئة الثلاثة بنسات، على الرغم مِن عدم العثور عليها بين الآثار عند وفاتهُ أو وفاة زوجة إدوارد. صرح لوبيل أنه أُبلغ من قِبل جون جيه فورد من شركة نيو نيذرلاند كوين أن فورد و شريكه تشارلز وورمسر باعا لإدوارد عُملة واحدة، واستغرق الدوق خمسة أشهر لِسدادها.

### جورج السادس
بموجب إعلان مؤرخ 18 مارس/آذار 1937، أصبح من القانوني تداول العُملة النحاسية من فئة الثلاثة بنسات بما يصل إلى شلنين. و قد ذكر هذا الإعلان أيضًا تصميمات العُملة الجديدة. طُرحت للتداول لأول مرة عندما استُخدمت كجزء من توزيع Royal Maundy في 25 مارس/أذار. وبحلول نهاية شهر يوليو/تموز، كان قد سُكت نحو 20 مليون عُملة، على الرغم من أن العُملات الأصلية كانت تميل إلى الاحتفاظ بها باعتبارها عُملات جديدة، وبالتالي كانت نادرة التداول. استمر إصدار العُملة الفضية من فئة الثلاثة بنسات في المناطق التي كانت شائعة فيها. كما أضيفت الشائعات التي تفيد بوجود خطأ في علامات الترقيم على وجه العُملة النحاسية ذات الثلاثة بنسات، وأن الإصدار سَيسحب قريبًا، إلى اللوحة الإعلانية العامة الأولية، على الرغم من النفي الرسمي.
وفقًا لريتشارد فارمر في مقالته الصحفية حول تقديم العُملة النحاسية ذات الثلاثة بنسات، فقد استقبلها الجمهور "في أفضل الأحوال استقبالًا فاترًا". أشارت صحيفة مانشستر غارديان إلى أن العُملة المعدنية تبدو و كأنها صنعت في اليابان، وهو ما خالفه أحد القراء في صحيفة الأوبزرفر، مشيرا إلى أنها تبدو صينية بدلا من ذلك. لقد ركزت ردود الفعل الإيجابية للصحافة على فائدتها، وليس على مظهرها.
حاولت الدار زيادة تداول العُملة الجديدة. كانت جهود هيئة المواصلات في لندن لإعطائها كباقي قد أحبطت في البداية من قِبل سائقي الحافلات الذين فَضلوا إعطاء ثلاثة بنسات ثقيلة كباقي والاحتفاظ بالثلاثة بنسات الأخف وزناً، لكن صدرت تعليمات خاصة لإعطاء العُملة المعدنية كباقي. في أبريل/نيسان 1938، طُلب من مكتب البريد أيضًا تعزيز استخدام العُملة النحاسية من فئة الثلاثة بنسات، لكنه واجه صعوبة في الحصول على مخزونات كافية من البنوك المحلية. كانت الطلبات المقدمة إلى الدوائر الحكومية الأخرى لإدراج عُملة الثلاثة بنسات النحاسية في رواتب الجنود أكثر فعالية؛ وبحلول نوفمبر/تشرين الثاني 1938، كانت الأدميرال تَدفع 35 ألف عُملة ثلاثة بنسات نحاسية جديدة أسبوعياً. كما استفادت شعبيتها أيضًا من نقص العُملات المعدنية في أوائل الأربعينيات.
استغرق الجمهور بعض الوقت ليُعجب بالعُملة النحاسية ذات الثلاثة بنسات، وربما كان انقطاع التيار الكهربائي في الحرب العالمية الثانية هو الذي جعلها، بشكلها المميز، شائعة الاستخدام. ساعدت سهولة العثور عليها في حفنة من العُملات المعدنية في التغلب على الشكوك الأولية التي قوبلت بها من قِبل الجمهور، و ساعدت في جعلها واحدة من أكثر العُملات المعدنية المحبوبة في بريطانيا. توقف عن استخدام العُملات الفضية من فئة الثلاثة بنسات بعد عام 1945، بمجرد قبول العُملة النحاسية على نطاق واسع، وكانت العُملات التي سُكت بعد عام 1941 مخصصة للتداول في جزر الهند الغربية.
كانت الأطواق المستخدمة في تشكيل العُملة النحاسية ذات الثلاثة بنسات مصنوعة في البداية بزوايا حادة، ولكن هذا أدى إلى إجهاد المعدن في الأطواق، ومع ندرة الفولاذ أثناء الحرب، استُخدمت الزوايا المستديرة بدلاً من ذلك. بعد الحرب، مع توفر الفولاذ بشكل متزايد، رُممت الزوايا الحادة. ضُرب بعض الإنتاج السنوي بين عامي 1941 و 1949 بأطواق مستديرة. ابتداءً من عام 1948، حُذف IND IMP، والتي تعني "إمبراطور الهند"، من النقش الموجود على الوجه.
سُكت العُملة النحاسية فئة الثلاثة بنسات كل عام من عام 1937 إلى عام 1952، باستثناء عام 1947. في عام 1947، لم يكن هناك سوى طلب ضئيل على هذه الفئة، حيث قامت دار السك الملكية بتوفيرها من المخزونات المتوفرة، وبالتالي لم يُسك أي منها بهذا التاريخ.

### إليزابيث الثانية وإلغاء العبودية
كانت عُملات إليزابيث الثانية الجديدة متاحة لأول مرة في "مجموعة بلاستيكية" تحتوي على جميع العُملات المعدنية الجديدة المتداولة بزيادة طفيفة على القيمة الاسمية، مع توفر العُملات المعدنية المتداولة من فئة الثلاثة بنسات و مجموعة الإثبات في وقت لاحق من عام 1953. ومع ذلك، هذه أول عُملة معدنية تصدر لتصوير إليزابيث. وقد تلت ذلك تعديلات طفيفة، بما في ذلك حذف عبارة BRITT OMN (كل بريطانيا) بالنسبة لإصدار عام 1954.

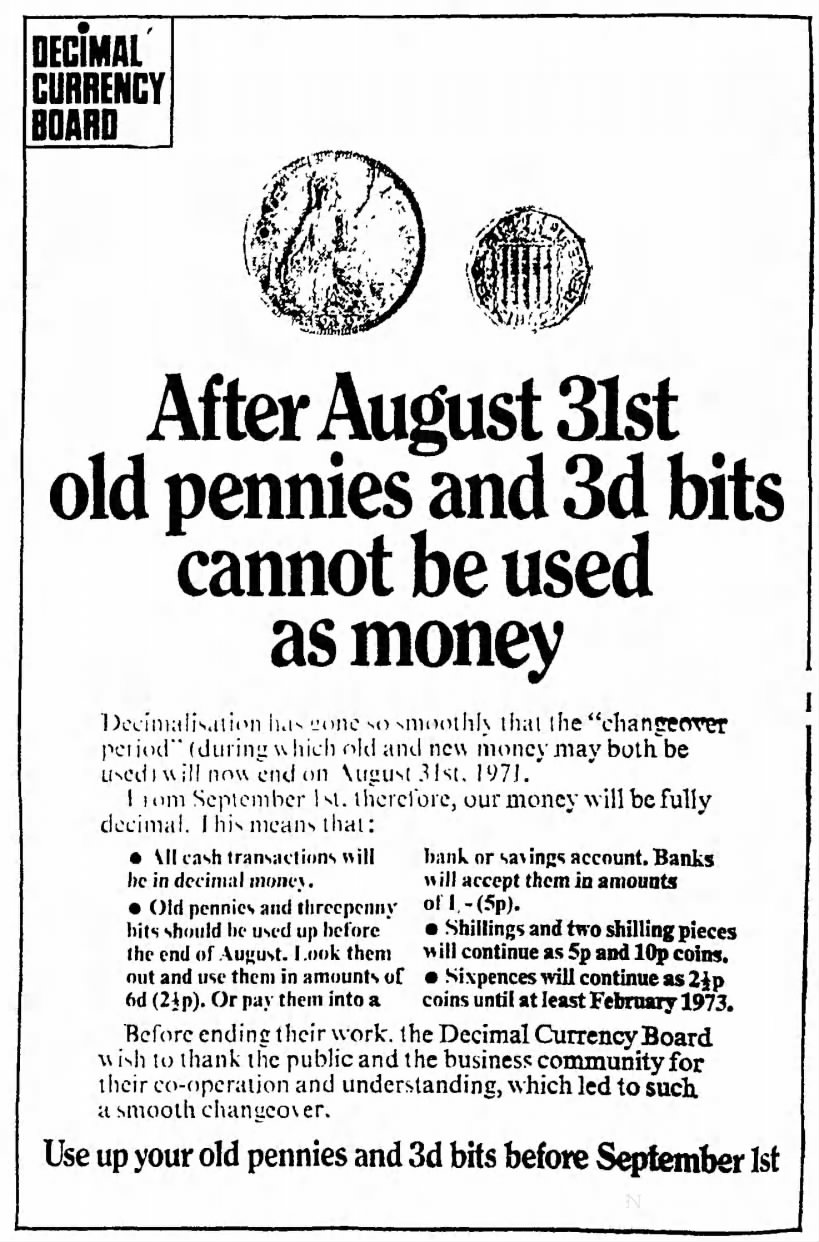
إعلان مجلس العملة العشرية لإعلام الجمهور بأن عملة الثلاثة بنسات ستتوقف قريبًا عن كونها عملة قانونية، أغسطس 1971

سُكت عُملات معدنية بقيمة ثلاثة بنسات كل عام من عام 1953 إلى عام 1967. استمر ضربها بعد عام 1967، ولكن لم يُغير التاريخ، لمنع الاكتناز.
بعد تحويل الجنيه الإسترليني إلى النظام العشري في 15 فبراير/شباط 1971، لم يعد للثلاثة بنسات مكان في النظام النقدي، وسرعان ما اختفت من الاستخدام؛ بحلول نهاية مارس/أذار، كان 3% فقط من متاجر التجزئة تستخدمها لإجراء التغيير. وقد اختفت بسرعة كبيرة لدرجة أنه قُلصت فترة الانتقال المخطط لها والممتدة لـ 18 شهرًا، وتوقفت عن كونها عُملة قانونية بعد 31 أغسطس/آب 1971، على الرغم من أن البنوك استمرت في قبولها كودائع لمدة ستة أشهر، وخاصة من المؤسسات الخيرية، والتي كانت لتواجه صعوبة في تفريغ جميع الصناديق لتلبية الموعد النهائي في 31 أغسطس/آب. في الاجتماع النهائي لمجلس العملة العشرية في 27 سبتمبر/أيلول، أُعلن أنه من بين 11 مليون جنيه إسترليني من فئة الثلاثة بنسات المعروفة في التداول، لم يُدفع سوى 8,570,000 جنيه إسترليني فقط إلى البنوك حتى الآن. أشادت صحيفة إيفيننج ستاندارد بقطعة الثلاثة بنسات ووصفتها بأنها "بالتأكيد واحدة من أغرب العُملات المعدنية التي ظهرت في التداول على الإطلاق".

## جمع
من بين العُملات المعدنية من فئة الثلاثة بنسات التي صدرت للتداول، هناك عدد قليل منها لا يزال ذا قيمة اليوم. مِن بين إصدارات جورج السادس، تحمل إصدارات 1946 و 1949 علاوة، بينما تحمل إصدارات 1939 علاوة أصغر. بالنسبة لإصدارات إليزابيث الثانية، تُقدم شركة Spink's Coins of England and the United Kingdom قِيمًا للعُملات المعدنية في حالة ممتازة فقط، مع أعلى قِيمة مُخصصة للعُملة الصادرة عام 1958 عند 15 جنيهًا إسترلينيًا في حالة لامعة غير متداولة و الحد الأدنى للقِيمة المُخصصة لأي إصدار مُتداول بعد عام 1960.
صدرت قطعة نقدية مؤرخة عام 1970 بحالة تجريبية كجزء من الإصدار النهائي للعُملات المعدنية ما قبل العشرية لهواة الجمع.